# 티키 홀가도

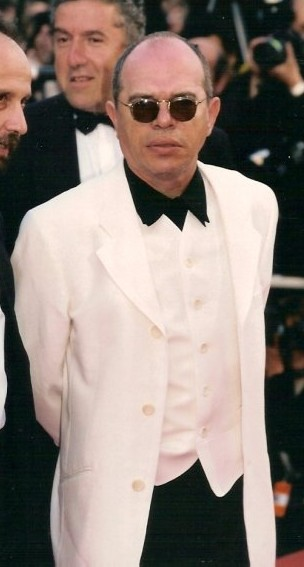

조제프 올가도(Joseph Holgado, 프랑스어 발음: [ɔlgadɔ], 1944년 6월 24일 ~ 2004년 1월 22일)는 활동명 티키 올가도(Ticky Holgado)로 알려져있는 프랑스의 영화 배우, 연극 배우이다.
툴루즈에서 태어났으며 파리에서 사망하였다. 사인은 암이다.  페르 라셰즈 묘지에 매장되었다.

## 영화
- 사랑하기 위한 용기 (2005년)
- 인게이지먼트 (2004년)
- 셧업 (2003년)
- 3대0 (2002년)
- 미스터 바티뇰 (2002년)
- 레이디스 앤 젠틀맨 (2002년)
- 아멜리에 (2001년) - 사진 속의 남자 역
- 최우수 여자 신인배우상 (2000, Meilleur Espoir féminin)
- 배우들 (2000, Les Acteurs)
- 라이나서러스 헌팅 인 부다페스트 (1997년)
- 란제리 (1997년)
- 진실과 코미디 (1995년)
- 잃어버린 아이들의 도시 (1995년)
- 레 미제라블 (1995년)
- 하늘에서 떨어지다 (1993년)
- 신의 사생아 (1993년)
- 메이리그 (1991년)
- 델리카트슨 사람들 (1991년)
- 마르셀의 추억 (1990, Le Château de ma mère)
- 사랑한다면 이들처럼 (1990년)